# 長野方業
長野 方業（ながの まさなり/かたなり、生没年不詳）は、戦国時代の上野長野氏一族。ただし、戦国時代（16世紀）前期の長野氏の系譜は錯綜しており、方業の系譜上の位置づけも混乱している。
『群馬県史 通史編3』では長野業尚の子で憲業の弟、かつ厩橋の長野氏系の祖と位置づけている。『日本城郭大系』・『群馬県人名大百科』では厩橋長野氏の長野賢忠と同一人物とする。一方、久保田順一が執筆した吉川弘文館『戦国人名辞典』「長野方業（ながのかたなり）」項は方業は箕輪長野氏の家督で、長野憲業の後継者で業正の兄とする。これに対し、黒田基樹の論文は「戦国期上野長野氏の動向」では方業を箕輪長野氏の当主とする事は同じであるが、厩橋長野氏の賢忠の弟で長野憲業の没後にその後継者の某（実名不詳）に代わって箕輪長野氏を継いだもので、業正の父にあたるとしている。なお、黒田は方業が憲業の弟である可能性については、父・長野業尚が建立した室田長年寺に関する記録には憲業の弟として松井田諏訪氏を継いだ諏訪明尚のみが記載されており、同人以外の弟の存在を否定している。これらの説に対して、近藤義雄は『箕輪城と長野氏』では、長野方業と彼と同一人物とされる長野方斎は別人物で方業は「橋林文書」に延徳元年（1489年）死去とあるので、方斎は方業の孫（業尚の子で憲業の弟）として別人説を主張している。これに対して、山田邦明は「方斎」の名前が登場するとされた大永7年11月17日付「箕輪宛徳雲軒性福書案」（上杉文書所収）に登場する人物名は「方業」が正しい判読であるとし、黒田論文はこの説を支持するとともに「橋林文書」に記載の人物は為兼が正しく方業は草書における誤記であるとともに、同文書記載の延徳元年は没年ではなく為業の十三回忌の年であると捉えている（黒田はその証拠として官途名の一致と本拠地の一致（石倉城）をあげる）。なお、「方業」の名前に関して山内上杉家では“方”を「まさ」と読む慣例があるため、読み方は「まさなり」であるとしている。
方業の業績としては、大永4年（1524年）に惣社長尾家の長尾顕景と白井長尾家の長尾景誠が北条氏綱・長尾為景と結んで関東管領上杉憲寛に叛旗を翻した際、方業が惣社長尾氏の重臣・徳雲斎を調略したことが知られている。ところが、内応が発覚した徳雲斎は顕景に殺害されたために、長野宮内大輔（賢忠か？）とともに惣社長尾家を攻め、追い詰められた顕景が既に憲寛と和睦をしていた長尾為景の仲介で降伏した。なお、長尾景誠の妻は業正の姉とされていることから、方業と業正が父子とすれば当然ながら景誠室の父は氏業ということになるとともに、この事件（景誠の離反・降伏）との関係も考えられる。また、享禄年間に発生した山内上杉家の内紛は、長野氏・高田氏が擁する上杉憲寛と小幡氏・安中氏・藤田氏らが擁する上杉憲政の間で繰り広げられ、箕輪長野氏の当主である方業が前者陣営の中心的存在であったとみられているが敗れている。憲寛方の諸氏は許されて、方業の後継者とみられる業正の娘を小幡憲重に嫁がせ、その後箕輪長野氏（方業）の養女になっていたとみられる沼田顕泰の娘を安中重繁に、その重繁の娘を高田繁頼に嫁がせることで当事者間の和解が図られている（関東享禄の内乱）。